# Riccardo Fabbro
Riccardo Fabbro (Roma, 3 aprile 1986) è un manager e pubblicista italiano.

## Biografia

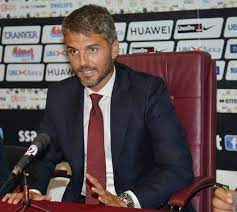
S.S. Arezzo - Direttore Generale

Nato a Roma, è il primogenito dei due figli di Enrico Fabbro e di Giuseppina Barbitta, giornalista, dirigente d'azienda, consulente finanziario e Direttore Sportivo.

### Gli studi e le attività sportive
Riccardo Fabbro in età adolescenziale mentre prosegue gli studi nel liceo scientifico statale "Talete" di Roma, si diletta nel calcio dilettantistico nel ruolo di Portiere, arrivando al culmine della sua carriea con il tesseramento con l'allora nominata "Cisco Lodigiani Calcio" ex Lodigiani Calcio. Ottenuta la maturità "Scientifica" con indirizzo P.N.I., si laurea in Economia  all'Università Cattolica del Sacro Cuore nel 2008. Dopo anni di lavoro decide, complice la pandemia che rinchiude gli italiani in casa, di tornare sui libri e consegue sia una Laurea Magistrale in Management che un Master. 
Nel febbraio del 2006 abbandona il calcio giocato e diventa arbitro presso la sezione di Roma 2, dove arriva ad arbitrare in Serie D nel 2011-2012. Dismesso al termine della stagione dopo solo 2 anni passa al ruolo di  "Assistente"  nella categoria Lega Pro (Serie C) per le successive 4 stagioni sportive. 

### Albi Professionali
Dal 2007 ad oggi - iscritto all'albo dei Giornalisti Pubblicisti di Roma. 
Dal 2012 ad oggi - iscritto all'albo dei Consulenti Finanziari presso Consob e Banca d'Italia. 
Dal 2017 al 2019 - iscritto all'albo dei Procuratori Sportivi presso la FIGC. 
Dal 2023 ad oggi - iscritto all'albo dei Direttori Sportivi presso il Settore Tecnico della FIGC. 

## Giornalista
Nel 2007 consegue, dopo due anni di praticantato a soli 21 anni, l'abilitazione di Giornalista pubblicista, e diventa Direttore Responsabile della Rivista Synthesis che nel giro di pochi mesi partendo da zero, raggiunge una tiratura da 6 000 copie mensili vendute. 
La rivista viaggia di pari passo con l'Associazione Culturale 100 Giovani, un laboratorio critico sul futuro dei giovani negli anni a venire, un confronto continuo tra nuove generazioni che aspiravano a contribuire alla crescita del Paese Italia in Europa. Una finestra da cui osservare ma anche agire con proposte diventate poi legge, vedi l'inserimento sui documenti d'identità per la donazione degli organi, la proposta fu inizialmente bocciata ma poi rielaborata alla Camera in modo diverso e approvata. 

## Insegnamento
Nel 2009 si mette dall'altra parte della cattedra e diventa docente nel suo ex-liceo, coordinando un corso di Diritto Pubblico all'interno del Liceo Statale "Talete", da subito l'intuizione di dover aiutare i più giovani ad affrontare una materia purtroppo sconosciuta nelle nostre scuole. 
Il corso ebbe un successo tale da essere poi riprodotto all'interno dell'Università degli Studi di Roma "La Sapienza", che coinvolse 20 licei romani con un corso innovatico dedicato agli studenti dei quinti anni. 

## Private Banker
Dal 2010 entra nel mondo della finanza con il gruppo Deutsche Bank, e consegue nel 2012 l'abilitazione da "Promotore Finanziario" oggi Consulente Finanziario. 
Il mondo del calcio è però alle porte e da subito sviluppa una rete di finanza legata a questo settore, in particolar modo alla gestione dei patrimoni dei giovani calciatori, oggi milionari. Viene aperto una dipartimento dedicato e al vertice viene scelto al coordinamento il giovanissimo Riccardo Fabbro, facendo girare i portafogli a suon di Milioni di Euro. 
Dal 2015 al 2017 avviene il passaggio al gruppo Mediobanca, qui viene convogliato alla gestione dei portafogli più grandi e viene utilizzato come tester per la promozione fuori sede dell'attività della banca, progetto oggi in pieno sviluppo a seguito dei risultati riportati. 

## Futbol Management
Nel 2017 trasforma competenze e passione in due società.
Apre l'agenzia FutBol Management Archiviato il 29 luglio 2019 in Internet Archive., diventandone il C.E.O., avviando da subito un'area scouting. La società, tramite piattaforma informatica, si concentra sullo sviluppo del "match analysis", dello "scouting" e dei "servizi collaterali" legati ai calciatori.

## Dirigente Calcistico
Nel 2019 insieme all'imprenditore Giorgio Heller a capo della cordata,  dirige l'operazione di salvataggio del club ricoprendo il ruolo di Direttore Generale e Amministratore Delegato nelle ore precedenti all'iscrizione al campionato di Serie B. Al termine dell’anno retrocede. 
Nel 2020 viene nominato nel CdA della S.S. Arezzo Calcio, come consigliere con la qualifica di Direttore Generale. Al termine dell’anno retrocede
A Dicembre 2022 viene ammesso al corso di Coverviano per Direttore Sportivo che gli permetterà l'iscrizione negli elenchi speciali presso F.I.G.Cnel marzo successivo. 

## Circolo Canottieri Roma
Nel 2010 entra a far parte del Circolo Canottieri Roma, il qualità di socio ordinario non praticando alcuno sport a livello professionistico. 
Nel 2015 da "Capitano della Categoria Assoluti" partecipa alla gara Finale, senza vincerla, nel derby contro il Circolo Canottieri Lazio nella Coppa dei Canottieri, torneo che si giocò per la prima volta nell'estate del 1965, vantandosi di essere oggi il più antico torneo di calcio a 5 d'Europa. 
Dal 2018 con l'avvento della nuova presidenza di Massimo Veneziano, entra a far parte del Consiglio Direttivo con la qualifica di "Commissario allo Sport" per i successivi 4 anni. 

## Rotary International
Nel 2015 entra nella famiglia del Rotary International con il movimento giovanile Rotaract (facente riferimento al gruppo "Roma Olgiata Tevere"), diventandone del 2016 Consigliere e nel 2017 Tesoriere. Al raggiungmento del trentesimo anno termina il percorso naturale all'interno dell'associazione con Rotaract e non si iscrive al Rotary Club International di Roma. 

## Green Economy
Nel 2021 entra e ricopre il ruolo di Chief Operation Officer in Green Building Consulting (società del gruppo Enosi Holding s.p.a.), che nata nel 2020 si evolve velocemente, passando da consulente per operazioni legate al Superbonus ed Ecobonus, a partner di Innovatec s.p.a e Plenitude per incrementare ed accelerare il processo di transizione ecologica che l'Italia, tramite agevolazioni fiscali ed implementazione del PNRR, affronterà negli anni a venire.